# 埃德加·博登海默
埃德加·博登海默（德語：Edgar Bodenheimer，1908年3月4日—1991年5月30日），德裔美国法学家。

## 生平
博登海默1908年出生于德国柏林，1933年获得海德堡大学法学博士后为躲避纳粹而移居美国，1937年在华盛顿大学获得法学学士（LLB）学位。从1951年开始担任犹他大学和芝加哥大学法律教授，并于1975年成为法学荣誉教授。主要研究领域为法律哲学并成为“综合法理学”代表人物。
1987年，邓正来和姬敬武翻译了博登海默1962年的著作Jurisprudence: The Philosophy and Method of the Law（中文名为《法理学——法哲学及其方法》，华夏出版社1987年版），博登海默开始为中国法律界所熟知。